# Svartediket

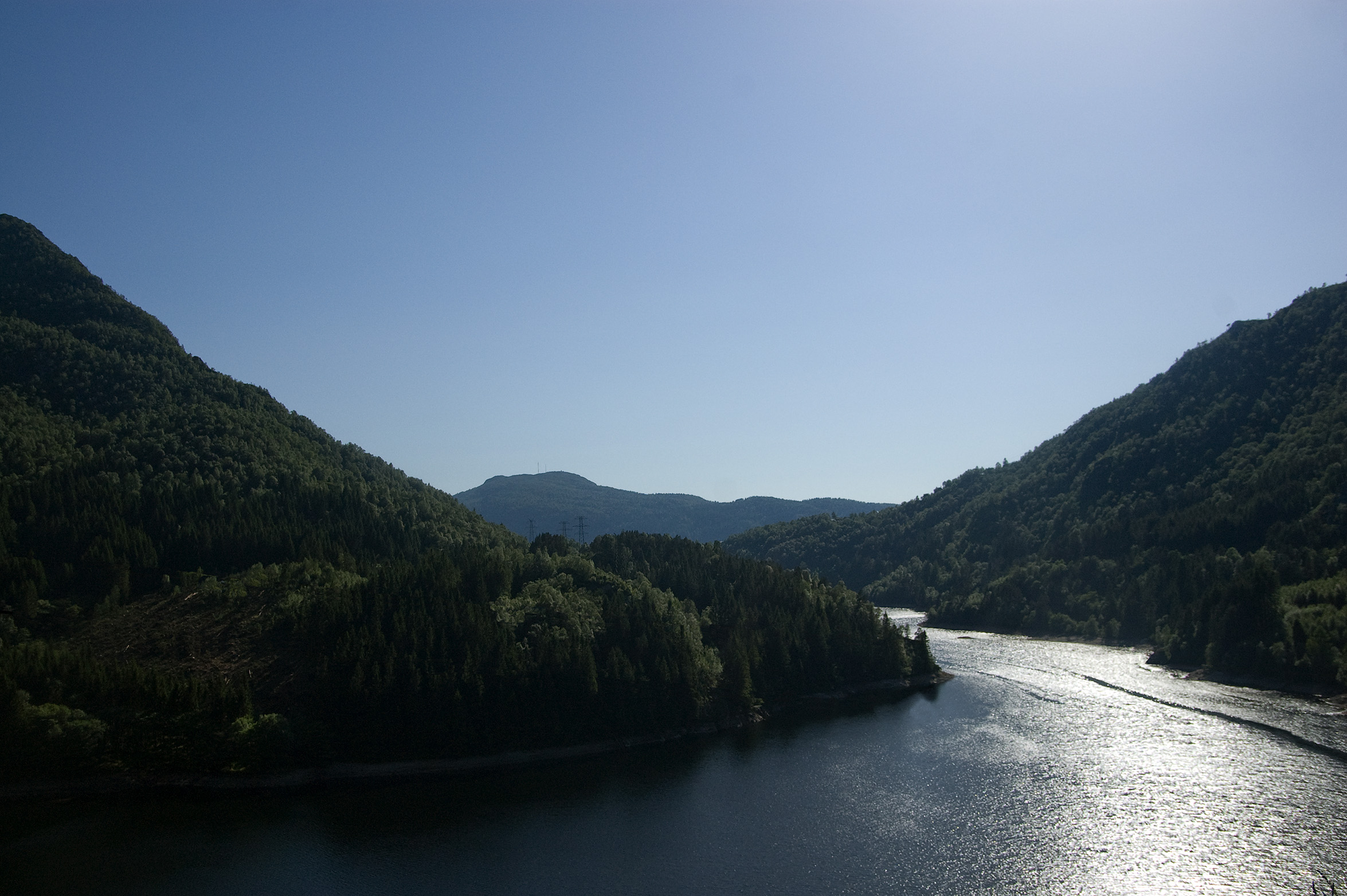

Svartediket (le lac noir, parfois appelé Svartevatnet, nommé Alreksvannet au Moyen Âge) est un plan d'eau doté d'un barrage qui est le principal réservoir d'eau potable de Bergen, en Norvège. Situé à 76 mètres d'altitude et à 800 mètres de la mer, son périmètre est de 3,79 kilomètres et sa superficie de 0,40 km2. Il sépare en deux le massif de Byfjellene.
C'est le premier plan d'eau norvégien à avoir été doté d'un système moderne de distribution des eaux en 1855. Isdalen, Hardbakkadalen et Våkendalen sont les trois vallées qui drainent de Vidden sur Svartediket. Tarlebøvatnet, un lac plus petit que Svartediket, est situé dans Våkendalen et est lui aussi doté d'un barrage, et sert également de réservoir d'eau potable.